# Adams megye (Illinois)
Adams megye az Amerikai Egyesült Államokban, azon belül Illinois államban található. Megyeszékhelye és legnagyobb városa Quincy. Lakosainak száma 65 737 fő (2020. április 1.). Adams megye Hancock, Brown, Schuyler, Pike, Marion és Lewis megyékkel határos.

## Népesség
A megye népességének változása:
| Lakosok száma | 67 164 | 67 183 | 67 243 | 67 130 | 67 013 | 65 737 |
|               | 2010   | 2011   | 2012   | 2013   | 2015   | 2020   |